# Gusuku

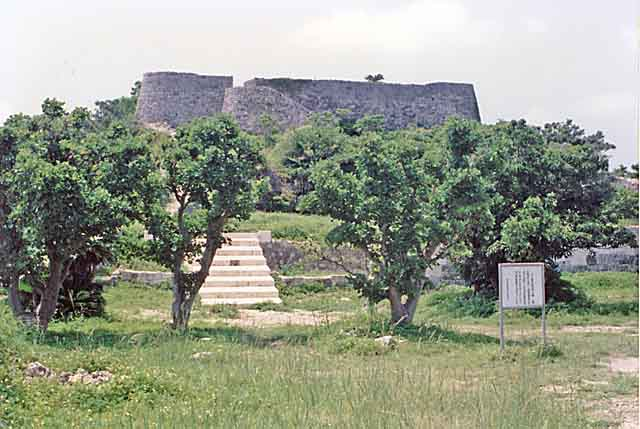
Ruínas do Gusuku de Katsuren

Gusuku (グスク, 御城; Okinawano : gushiku) frequentemente se refere a castelos ou fortalezas nas Ilhas Ryukyu, atual prefeitura de Okinawa, Japão, que apresentam muralhas de pedra.  
No entanto, a origem e a essência do gusuku permanecem controversas. Na arqueologia da Prefeitura de Okinawa , o período Gusuku se refere a uma época arqueológica das Ilhas Okinawa que segue o período dos sambaquis e precede o período Sanzan , quando se acredita que a maioria dos gusuku foram construídos.  
Muitos gusuku e vestígios culturais relacionados na Ilha de Okinawa foram listados pela UNESCO como Patrimônios Mundiais sob o título Sítios Gusuku e Propriedades Relacionadas do Reino de Ryukyu.
Alguns gusuku:
- Gusuku de Nakijin - atualmente em ruínas
- Gusuku de Zakimi - atualmente em ruínas
- Gusuku de Katsuren - atualmente em ruínas
- Nakagusuku - atualmente em ruínas
- Castelo de Shuri - actualmente em ruínas após um incêndio em 2019.

## Análise filológica
Registros no Yarazamori Gusuku (1554) contém frases, "amontoar gusuku " (くすくつませ) e "empilhar gusuku" (くすくつみつけて); aparentemente, gusuku nessas frases refere-se a paredes de pedra. No Omoro Sōshi (séculos 16 a 17), o termo gusuku é escrito como "くすく" ou "ぐすく" em hiragana . Ocasionalmente, o caractere chinês "城" (castelo) é atribuído a ele. Em ryūka e kumi odori posteriores , a leitura shiro também é usada para o mesmo caracter chinês, além de também usar 城内 (shiro-uchi; dentro do castelo). As referências a gusuku no Omoro Sōshi são principalmente sobre castelos e fortalezas, mas lugares sagrados e locais de culto também são chamados de gusuku . Em alguns casos, gusuku simplesmente se refere ao Castelo de Shuri. O Liuqiu-guan yiyu (琉球館訳語), um dicionário de Okinawa escrito em chinês, mapeia o chinês "皇城" (palácio imperial) para a transcrição "姑速姑" ( gu-su-gu ). Da mesma forma, o Yiyu yinshi (音韻字海) atribui "窟宿孤" ( ku-su-gu ) a "皇城."

## Etimologia
Não há consenso sobre a etimologia do termo gusuku . Basil Hall Chamberlain analisou a palavra como a combinação de gu (< honorífico go御) e shuku (宿). Kanazawa Shōzaburō também segmentou gusuku em gu e suku , mas considerou que a última metade era cognata com o japonês antigo shiki , no qual ki era um empréstimo do coreano antigo . Iha Fuyū propôs que suku era cognato com soko (塞, fortaleza). Hirata Tsugumasa considerou que suku era cognato com o japonês soko (底, fundo). Da mesma forma, Higashionna Kanjun levantou dúvidas sobre a análise de gu, uma vez que registros mais antigos sempre usavam o honorífico u (< o ) em vez de gu (< go ). Nakahara Zenchū identificou gu como go (pedra)

## Características comuns
Muros

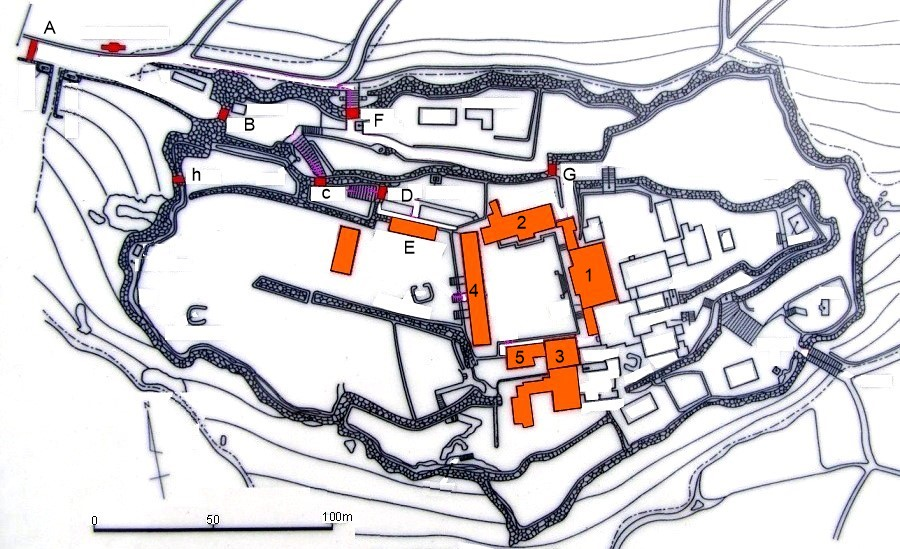
Layout do Castelo de Shuri

A característica mais proeminente da maioria dos gusuku são suas muralhas. As muralhas dos gusuku são feitas principalmente com calcário das ilhas Ryukyu e, às vezes, rochas de coral. Existem três tipos de paredes gusuku: aikata-zumi , nozura-zumi e  nuno-zumi.
Exemplos de cada um são o Castelo Nakagusuku , o Castelo Nakijin , o Castelo Zakimi e partes do Castelo Shuri.
O formato das paredes gusuku geralmente segue os contornos do terreno. Elas geralmente são grossas e, às vezes, têm parapeitos baixos no topo delas. Algumas paredes gusuku, como as do Castelo Nakagusuku , foram projetadas para resistir a tiros de canhão.

## Trabalhos citados
Hokama, Shūzen (1995). 沖縄古語大辞典 [Dicionario de Okinawano arcaico]. Tokyo: Kadokawa